# 中華人民共和国外交部
中華人民共和国外交部（ちゅうかじんみんきょうわこくがいこうぶ、英: Ministry of Foreign Affairs of the People's Republic of China）は、中華人民共和国の国家行政機関で、外交を担当する。最高国家行政機関である中華人民共和国国務院の構成部門の一つ。
日本の報道機関では「中国外務省（ちゅうごくがいむしょう）」と表記される場合がある。

## 概要
主な職務は、中国の外交政策、国際関係や国際問題に対する見解の発表、中国駐在の外国人記者のアテンドなど。各国に外交官を駐在させるほか、国内各地にも外事事務所を設置する。 本庁舎は北京市朝陽区朝陽門南大街2号（郵便番号は100701）に所在する。以前は東交民巷にあった。
なお、中華民国（台湾）、大韓民国（韓国）の外交担当行政機関も外交部と称する。
1949年10月2日、中華人民共和国は建国の翌日に、ソビエト連邦と初めて国交を樹立する。

## 本庁組織
- 弁公庁（総務局）
- 政策研究局
- アジア局
- 西アジア・北アフリカ局
- アフリカ局
- ヨーロッパアジア局
- ヨーロッパ局
- 北アメリカ・オセアニア局
- ラテンアメリカ局
- 国際局
- 軍縮局
- 条約法律局
- 報道局
- 儀典局
- 領事局
- 香港マカオ台湾局
- 翻訳室
- 外事管理局
- 対外安全行政局
- 幹部局
- 退職幹部局
- 行政局
- 財務局
- 文書局
- 機関党委
- 監察局
- 服務局

### 報道局
中華人民共和国外交部報道局（簡体字：中华人民共和国外交部新闻司）は、外交部中国の外交政策と対外関係、国際問題に対してニュースと中国政府の立場を発表する部署。
原則、毎週月曜-金曜に定例記者会見を行う。
- 華春瑩　局長（2019年 -）
- 汪文斌　副局長（2020年 -）
- 毛寧　　副局長（2021年 -）

## 主要幹部
- 外交部長
  - 王毅
- 部党委書記
  - 斉玉
- 副部長
  - 馬朝旭（日常業務担当、正部長級）
  - 孫衛東
  - 鄧励
- 部長助理
  - 徐飛洪
  - 華春瑩
  - 農融

## 歴代外交部長
- 1949年 - 1958年：周恩来（国務院総理と兼任）
- 1958年 - 1972年：陳毅　（国務院副総理と兼任）
- 1972年 - 1974年：姫鵬飛
- 1974年 - 1976年：喬冠華
- 1976年 - 1982年：黄華
- 1982年 - 1988年：呉学謙
- 1988年 - 1998年：銭其琛
- 1998年 - 2003年：唐家璇
- 2003年 - 2007年：李肇星
- 2007年 - 2013年：楊潔篪
- 2013年 - 2022年：王毅
- 2022年 - 2023年：秦剛
- 2023年 - 現在：王毅

## 駐日大使館
現任大使は、呉江浩（1963年生、湖南省出身。2023年2月に着任。外交部部長助理、アジア局局長、駐スリランカ大使歴任）。
大使館は、東京都港区元麻布に所在し、札幌市、新潟市、名古屋市、大阪市、福岡市、長崎市に総領事館を設置する。

## 事件
2021年6月28日、外交部の正門前で放火を試みた男性が警備関係者に連行される動画が中国のネット上で拡散した。汪文斌副報道局長は翌日の定例記者会見で事件の存在を認めた。